# 내가도서관
내가도서관은 인천광역시 강화군에 있는 도서관이다.

## 연혁
- 2011년 3월 3일 개관.

## 이용 안내
이용 시간
휴관일
- 매주 금요일
- 일요일을 제외한 법정 공휴일
- 기타 도서관 사정에 의한 임시 휴관일
- 장서점검 및 시설보수 등의 이유로 도서관장이 필요하다고 인정하는 날